# Wegenstedt (przystanek kolejowy)
Wegenstedt (niem. Bahnhof Wegenstedt) – przystanek kolejowy w Wegenstedt, w kraju związkowym Saksonia-Anhalt, w Niemczech. Jest to jedyny czynny obiekt kolejowy w gminie Calvörde.
Według klasyfikacji Deutsche Bahn ma kategorię 6.

## Linie kolejowe
- Linia Oebisfelde – Magdeburg
- Linia Wegenstedt – Calvörde – nieczynna